# Litsea chinensis
Litsea chinensis là loài thực vật có hoa trong họ Nguyệt quế. Loài này được Lam. miêu tả khoa học đầu tiên năm 1792.